# 올림푸스 PEN E-P2
PEN E-P2(영어: Olympus PEN E-P2)은 2009년 12월 출시된 올림푸스의 두번째 미러리스 렌즈 교환식 카메라이다. Pen E-P1의 후속이며, 아트필터(디아도라, 크로스 프로세스) 추가, AF 트래킹 기능이 추가되었으며 세부 스펙은 변경되지 않았다.

## 갤러리

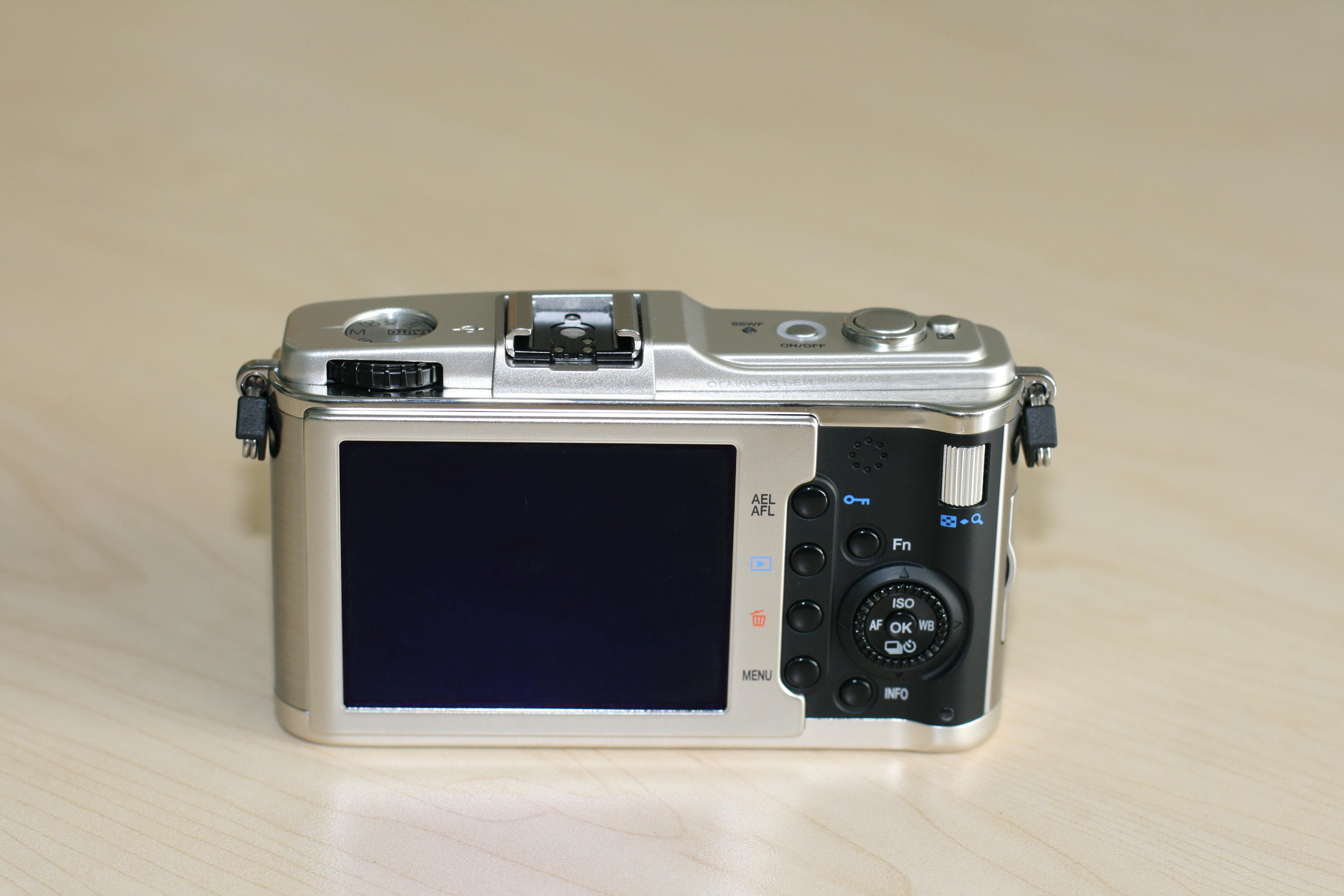
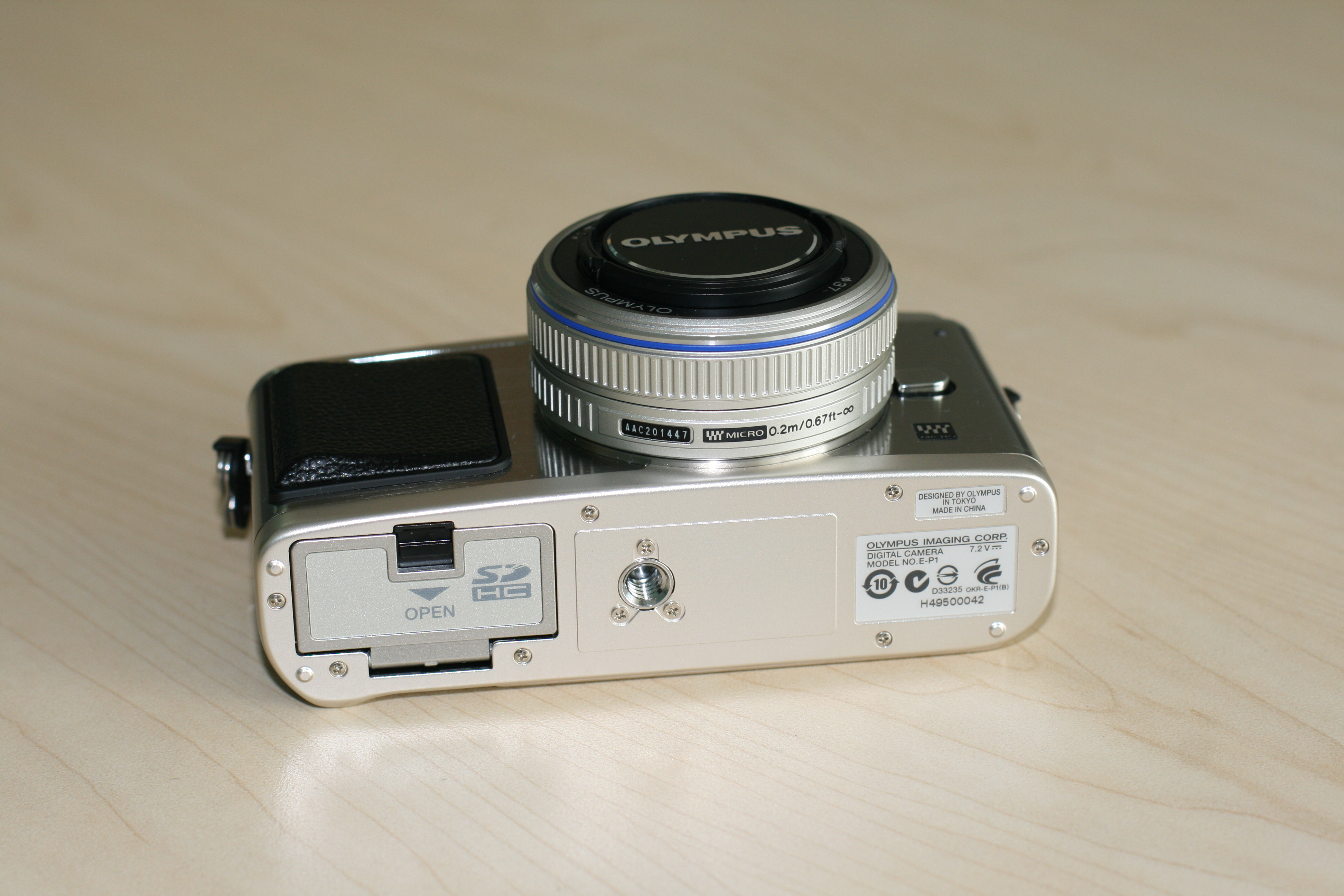
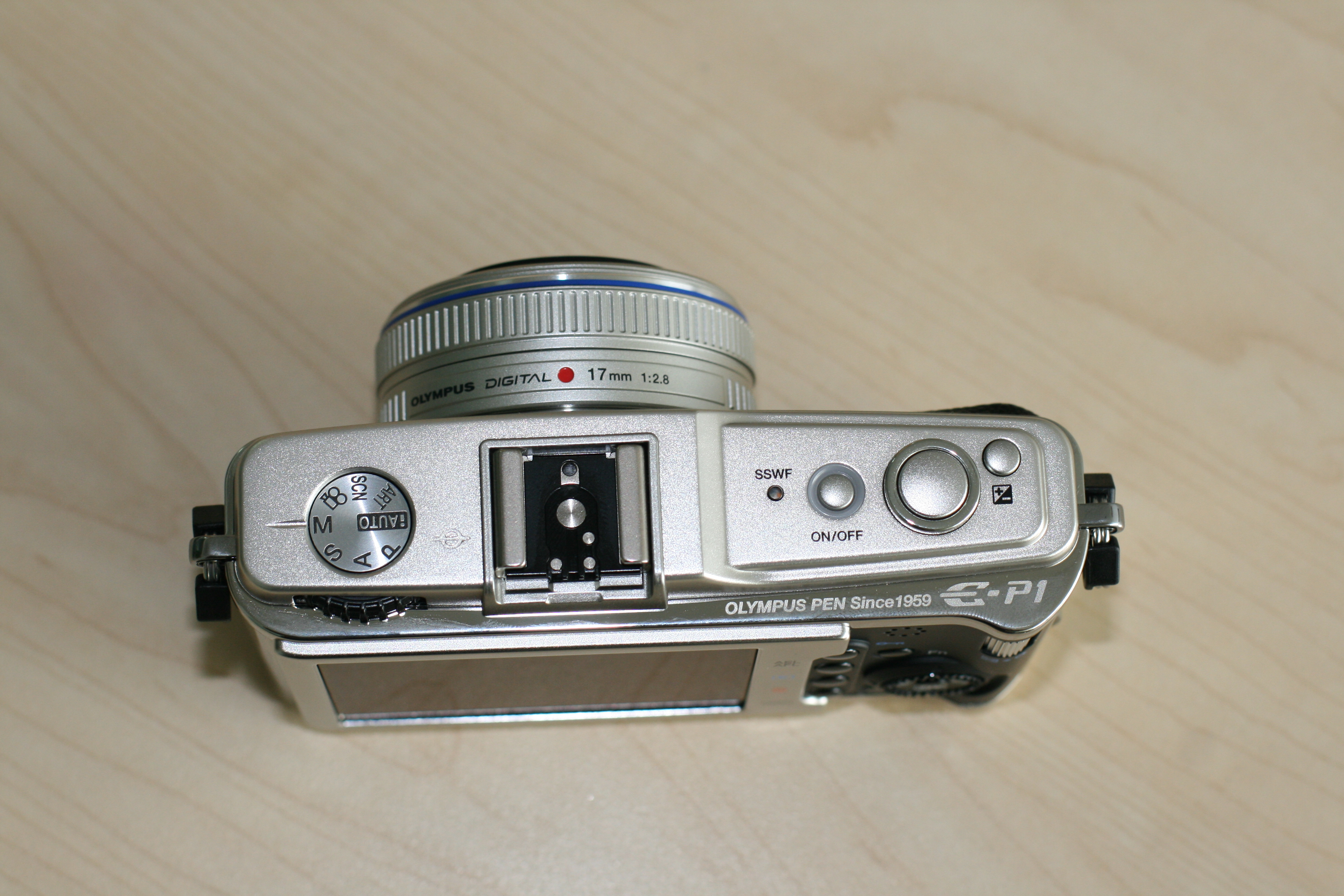
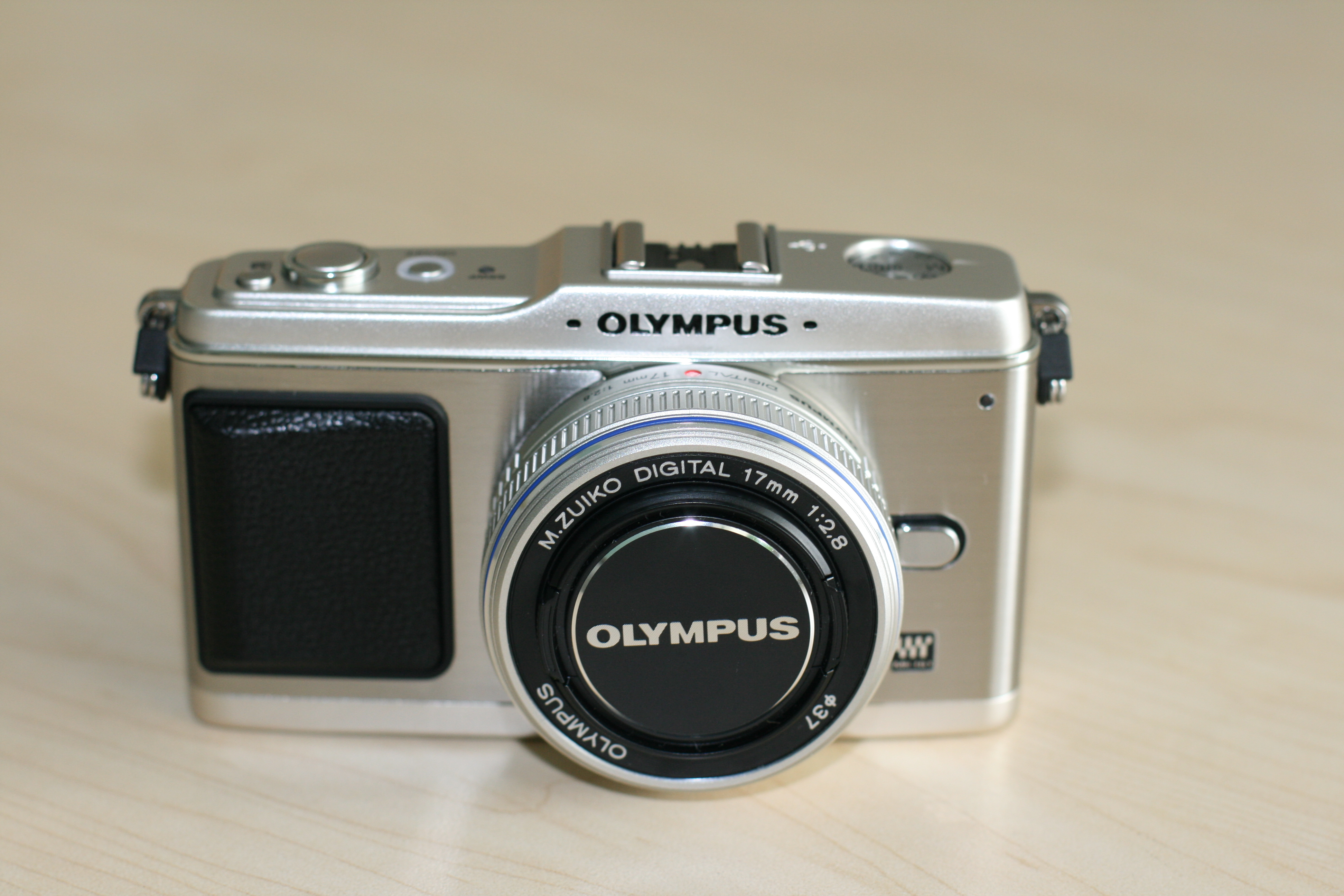

## 특징
전체적인 디자인은 기존 PEN의 컨셉을 이어받았으며, 전면의 경우 클래식한 느낌을 주는 디자인이 특징이다.
올림푸스 E-P2는 기존 올림푸스 E 시스템 카메라와 마찬가지로 4/3형 포서드 규격 라이브 MOS 센서를 채용했다. 총화소수는 1,310만 화소, 유효화소수는 1,230만 화소로 올림푸스 E-30과 E-620에 탑재된 센서를 그대로 이용했으며,최대 4,032 x 3,024 해상도를 지원한다. 렌즈 마운트는 마이크로 포서드 마운트를 채용해 마이크로 쥬이코 디지털 시리즈와 파나소닉 마이크로 포서드 렌즈와 호환된다.
컴펙트 디지털 카메라가 아닌, 마이크로 포서즈 규격을 채용하였고, 거울을 제거한 미러리스 카메라로서, 센서규격은 포서즈 기종과 동일한 면적이다. 화질의 장점은 그대로 가져가면서도 크기를 컴펙트 사이즈로 대폭 줄여 기존 DSLR의 단점이던 휴대성 문제를 해결하였다.
올림푸스 E-P1은 트루픽 V 이미지 프로세서를 얹어 아트 필터와 같은 다양한 이미지 보정, 편집 효과와 1,280 x 720해상도 HD급 동영상을 처리한다. 제품의 크기는 120.6 x 69.9 x 36.4 mm로 콤팩트 카메라와 비교할 만한 수준의크기를 지녔으나 센서시프트 방식 손떨림 보정기능과, 먼지 떨이 기능도 갖추고 있다. 감도는 ISO 100에서 6400까지 지원한다.
후면에는 3.0형 23만 화소 디스플레이를 갖췄다. 올림푸스 E-P2은 뷰파인더를 내장하고 있지 않기 때문에 일반 콤팩트 카메라와 마찬가지로 라이브 뷰 모드를 이용해 피사체를 촬영한다. 라이브 뷰에 최적화된 라이브 MOS 이미지 센서는 콘트라스트 검출 방식으로 자동 초점을 맞추고, 최대 8명까지 얼굴을 인식하는 얼굴 인식 AF도 지원한다. HD급 영상을 찍는 동영상 촬영 기능은 AVI 모션 JPG 방식을 채용하고 있으며, 스테레오 녹음도 가능하다. 동영상 파일의 최대 크기는 2GB로 제한된다.
미러리스 렌즈 교환식 카메라이기 때문에 다양한 렌즈를 장착 할 수 있다. 함께 발매된 렌즈는 올림푸스 M. 주이코 디지털 17mm F2.8 렌즈와 M. 주이코 디지털 14-42mm F3.5-5.6 렌즈2종이다. 이들 렌즈는 번들 킷으로 E-P1과 함께 판매되기도 한다. 올림푸스는 부족한 렌즈군을 보완하기 위해 포서드 어댑터인 MMF-1을별도로 발매할 예정이다. MMF-1 어댑터를 연결하면 기존 포서드 마운트를 지원하는 주이코, 시그마, 파나소닉, 라이카 등에서 발매한 렌즈를 이용할 수 있다.

## 같이 보기
- 마이크로 포서즈 시스템
- 미러리스 카메라